# Фантастична четворка: Успон Сребрног Летача
Фантастична четворка: Успон Сребрног Летача (енгл. Fantastic Four: Rise of the Silver Surfer) је амерички филм из 2007. године, који је заснован на истоименом стрипу Стена Лија и Џека Кирбија и представља наставак филма Фантастична четворка. Филм је режирао Тим Стори, док главне улоге играју: Јоан Грифид, Џесика Алба, Мајкл Чиклис, Крис Еванс.

## Радња
Фантастична четворка се сусреће са својим досад највећим изазовом. Тајанствени интергалактички гласник, Сребрни Летач, долази на Земљу да би је припремио за уништење. Док Сребрни Летач лети с краја на крај планете остављајући пустош за собом, Рид, Су, Џони и Бен морају да разреше мистерију пре него што и последња нада у спас буде угашена. Фантастична четворка: Сребрни Летач је други део акционог филмског серијала заснованог на ономе што је љубитељима стрипа широм света познато као „најбољи стрип на свету“. Фантастична четворка коју је режирао Тим Стори, а која је у биоскопску дистрибуцију пуштена у лето 2005, остварила је зараду на биоскопским благајнама од 330 милиона долара, и тако је филм постао један од најуспешнијих ДВД наслова Твенти Сенцери Фокса свих времена.

## Улоге
| Глумац         | Улога                              |
| -------------- | ---------------------------------- |
| Јоан Грифид    | Рид Ричардс / Господин Фантастични |
| Џесика Алба    | Сузан Сторм / Невидљива Жена       |
| Мајкл Чиклис   | Бен Грим / Створ                   |
| Крис Еванс     | Џони Сторм / Људска Бакља          |
| Даг Џоунс      | Норин Рад / Сребрни Летач          |
| Лоренс Фишберн | Норин Рад / Сребрни Летач (глас)   |
| Џулијан Макман | Виктор вон Дум / Доктор Дум        |
| Кери Вошингтон | Алиша Мастерс                      |
| Бо Гарет       | Франки Реј                         |
| Ванеса Минило  | Џули Енџел                         |
| Андре Брауер   | генерал Хејгер                     |
| Стен Ли        | себе                               |
| Брајан Посејн  | свештеник                          |